# Richey Edwards
Richard "Richey" James Edwards (22. prosinec 1967 – úředně prohlášen za mrtvého 23. listopadu 2008) byl velšský kytarista, textař a člen skupiny Manic Street Preachers.

## Biografie
Richey byl původně šofér skupiny, zanedlouho se však stal druhým kytaristou. Ve skutečnosti si však s Manic Street Preachers hodně nezahrál. Na koncertě hru na kytaru často jen předstíral a většinu, resp. téměř všechny kytarové party na studiových nahrávkách nahrál zpěvák James Dean Bradfield. Na druhou stranu byl však spolu s Nickym Wire textařem skupiny (několik jeho textů se objevilo i na pozdějších albech).
V roce 1991 si během rozhovoru pro NME vyřezal do ruky nápis 4REAL (for real – opravdu). Richey odehrál poslední koncert 21. prosince 1994 v London Astoria. Na konci koncertu rozbil svou kytaru, což později mohlo být znamení k jeho zmizení.

## Zmizení
Pár týdnů před jeho zmizením, tedy v době kdy se vrátil z léčení svých depresí, vypadal Richey vyrovnaně a ve svém posledním rozhovoru zněl pozitivně a optimisticky. Týden předtím, než Richey zmizel, si oholil hlavu. Kromě toho přestal nosit svůj výrazný make-up v podobě černých očních stínů.
Richey si před svým zmizením vybíral peníze ze svého bankovního účtu - 200 liber každý den v průběhu čtrnácti dnů (maximum, které hotovostní bod vyplatí). Zmizel tedy s 2800 £ (přibližně 115 000 Kč na tehdejší dobu).

#### Den, kdy Richey Edwards zmizel
1. února 1995 měl spolu s Jamesem Bradfieldem odletět do USA kvůli promo k jejich třetímu albu The Holy Bible.
Noc z 31. ledna na 1. února 1995 strávil v pokoji 516 v hotelu Embassy Hotel, Bayswater Road v Londýně. Odhlásil se z hotelu v 7 hodin ráno a nechal v pokoji neustlanou postel, svůj zabalený kufr, láhev Fluoxetinu (léků proti depresím) a toaletních potřeb. Uprostřed postele pak ležel pečlivě zabalený dárek. Byla to hromada knih zabalená v ručně zdobeném balicím papíru na kterém byly koláže z obrázků vyzdobené citacemi. Dárek byl označen jmenovkou „Jo“, do které byl dlouho zamilovaný. Vedle zabalených knih ležela ještě cedulka s nápisem: „Miluji tě.“ Dále nechal na pokoji rozečtenou knihu Román s kokainem od ruského spisovatele M. Agejeva, který sám zmizel v roce 1934, když byl na vrcholu svého literárního úspěchu. Posledním vodítkem v hotelovém pokoji byla fotografie domu. Policie i soukromí detektivové se pokusili dům vypátrat, ale bezvýsledně. Richey byl posedlý inteligencí a láskou k odkazování na své literární idoly. Jedná se o druh tajemných stop, které před zmizením za sebou zanechal.
Odjel z hotelu ve svém stříbrném autě značky Vauxhall Cavalier. Jel přes starý Severnský most (tehdy jediný). Dorazil do svého domu v Anson Court v Cardiffu, kde nechal svůj pas a jiné doklady totožnosti. Jediné co měl tedy s největší pravděpodobností u sebe, bylo 2800 £.
Od 3. do 5. února byl v místních velšských novinách inzerát. Na něm stálo: „Richarde, prosím ozvi se nám. Milujeme tě. máma, táta a Rachel.“

#### Místa, kde byl Richey Edwards spatřen
5. února přišla zpráva od 21letého studenta z Rhigosu v Aberdare, Davida Crossa. Byl v Newportu, když uviděl muže, který vypadal jako Richey. David nebyl jeho fanouškem, ale jeho kamarádka Lori Fiddlerová byla a Richeyho zmizení ještě nebylo tehdy zveřejněno.
David později uvedl, že viděl někoho, kdo se hodně podobal Richeymu, jak stojí vedle stříbrného vozu vedle autobusového nádraží Newport. David k němu přišel a řekl: „Ahoj Richey, jsem Loriin přítel.“ Richey odpověděl: „Jak se má?“ „Je v pořádku.“ odpověděl David. Richey se na něj usmál a řekl: „Uvidíme se později.“
Další fanoušek později uvedl, že Richeyho viděl na poště v Newportu, u pultu, kde se vydávají dočasné pasy.
7. února 1995 taxikář z Newportu vyzvedl z hotelu King’s muže, který vypadal jako Richey. Anthony Hatherhall nebyl též fanoušek MSP, a proto v té době nic neudělal. Zprávy o zmizení Richeyho viděl až o několik dní později. Cesta byla podle něj velmi tichá a vedla podél velšských údolí, včetně Blackwoodu (kde žila Richeyho rodina). Nakonec Hatherhall vysadil muže na dálniční čerpací stanici Aust vedle Severnského mostu. Účtoval si 68 liber a on zaplatil bez jakéhokoliv problému.

#### Dva týdny poté, co Richey Edwards zmizel
14. února na čerpací stanici Severn Aust (kde 7 dní předtím taxikář vysadil muže vypadající jako Richey) zaznamenala policie, že zde stojí stříbrný vůz Cavalier již několik dní. Policie na auto položila parkovací lístek a odjela.
Richeyho rodina spolu s policií z Jižního Walesu zveřejnila 15. února 1995 informace o Richeyho zmizení. Samotní Manic Street Preachers vydali prohlášení o situaci 17. února. Ještě ten den označila policie stříbrného Cavaliera na parkovišti jako opuštěného. Později bylo potvrzeno, že jde o auto Richeyho Edwardse.
Když k autu dorazila policie a otec Graham Edwards, aby místo prozkoumali, našli důkazy, že v autě někdo pár dní přebýval. Obaly od hamburgerů a prázdné kelímky od nápojů, sedadlo řidiče bylo sklopeno do pozice spánku a baterie v autě byla vybitá. Poslední hudbou, kterou Richey poslouchal, bylo album Nirvana - In Utero, jehož páska byla v přehrávači. V autě se dále našla taška plná fotografií Richeyho rodiny. Jeho sestra Rachel poznamenala, že si je Richey vzal z domova měsíc před tím, než zmizel.
V roce 1995 neexistovalo v Británii ještě příliš bezpečnostních kamer. Na parkovišti v Austu byly bezpečnostní kamery, ale trvalo přes dva roky, než se policie dostala k prohlížení záběrů z dnů, kdy Richey zmizel. Později bylo oznámeno, že Richey ze záběrů nebyl identifikován. U Severnského mostu kamery nejsou a jedná se tak o jedny z mála slepých míst v Británii. Severnské mosty jsou proslulé jako místa mnoha sebevražd. Ovšem, vždy se našla těla obětí, u Richeyho tomu tak nebylo.
Několik měsíců před zmizením řekl Richey novinářům: „Pokud jde o to slovo na S (sebevraždu), nemyslím na ni a ani nikdy nebudu.“

#### Další nahlášená pozorování o spatření Richeyho
Na konci 90. let mnoho lidí hlásilo, že Richeyho viděli v Berlíně a v Polsku. Další zprávy pocházely z New Yorku.
V listopadu 1996 Vyvyan Morris, učitel hudby ze Swansea, přišel s domněnkou, že zahlédl Richeyho v indickém Goa, ve vsi Anjuna, pobřežním letovisku vyznavačů kultury hippies. Uvedl, že pil sodovku, když si všiml mladého muže u stolu naproti. Morris si myslel, že ho odněkud zná, ale nemohl si vzpomenout odkud. Chvíli ho pozoroval až do doby, kdy ho viděl nastupovat do minibusu. Morris se zeptal muže poblíž, jestli toho mladíka zná. Odpověď zněla: „Ano, to je Rick; žije tu už asi rok a půl." Jakmile se příběh dostal na veřejnost, Richeyho sestra Rachel se nechala slyšet, že dostala informaci o několika dalších pozorováních v Goa pár měsíců před tímto.
V roce 1998 si britská barmanka jménem Tracey Jonesová, pracující v klubu Underground v Corraleju na Fuerteventuře, všimla, že nalévala drink muži vypadající trochu jako Richey Edwards. V říjnu 2004 sdělil Lee Wilde, že viděl na pláži Famara na Lanzarote muže, co vypadal opět velmi podobně jako Richey.

#### Uzavření případu
Od té doby, co Richey zmizel, Manic Street Preachers i nadále několik let odkládali čtvrtinu svých příjmů do svěřeneckého fondu pro Richeyho.
23. listopadu 2008 byl Richey Edwards po téměř 14 letech od zmizení oficiálně prohlášen za mrtvého. Rok na to vydali Manic Street Preachers album Journal for Plague Lovers, které se skládalo výhradně z Edwardsových textů, které před zmizením zanechal. Jeho nejbližší věří, že Richey stále žije.
Richey Edwards byl velmi inteligentní člověk a s největší pravděpodobností dlouho plánoval své zmizení. Podle jeho přítele a novináře Caitlina Morana si Richey koupil desítky knih o zmizení lidí a velmi pečlivě je studoval.

## Citáty a texty
“People say to the mentally ill, ‘You know so many people think the world of you.’ But when they don’t like themselves they don’t notice anything. They don’t care about what people think of them. When you hate yourself, whatever people say it doesn’t make sense. ‘Why do they like me? Why do they care about me?’ Because you don’t care about yourself at all.”
― Richey Edwards